# U19-Unihockeynationalmannschaft der Frauen der Vereinigten Staaten
Die U19-Unihockeynationalmannschaft der Vereinigten Staaten ist die Auswahl amerikanischer Unihockeyspielerinnen der Altersklasse U-19. Sie repräsentieren die Vereinigten Staaten von Amerika auf internationaler Ebene, beispielsweise in Freundschaftsspielen gegen die Auswahlmannschaften anderer nationaler Verbände, aber auch bei der in dieser Altersklasse ausgetragenen Weltmeisterschaft.

## Platzierungen

### Weltmeisterschaften
| WM   | Austragungsort(e)           | Rang         |
| ---- | --------------------------- | ------------ |
| 2004 | Tampere                     | –            |
| 2006 | Naunhof, Leipzig            | –            |
| 2008 | Babimost, Wolsztyn, Zbąszyń | –            |
| 2010 | Olomouc                     | –            |
| 2012 | Nitra                       | –            |
| 2014 | Babimost, Wolsztyn, Zbąszyń | –            |
| 2016 | Belleville                  | 12. Platz    |
| 2018 | St. Gallen, Herisau         | qualifiziert |